# Бальдершванг
Бальдершванг (нім. Balderschwang) — громада в Німеччині, знаходиться в землі Баварія. Підпорядковується адміністративному округу Швабія. Входить до складу району Оберальгой. Складова частина об'єднання громад Гернергруппе.
Площа — 41,56 км2. Населення становить 351 ос. (станом на 31 грудня 2020).

## Галерея

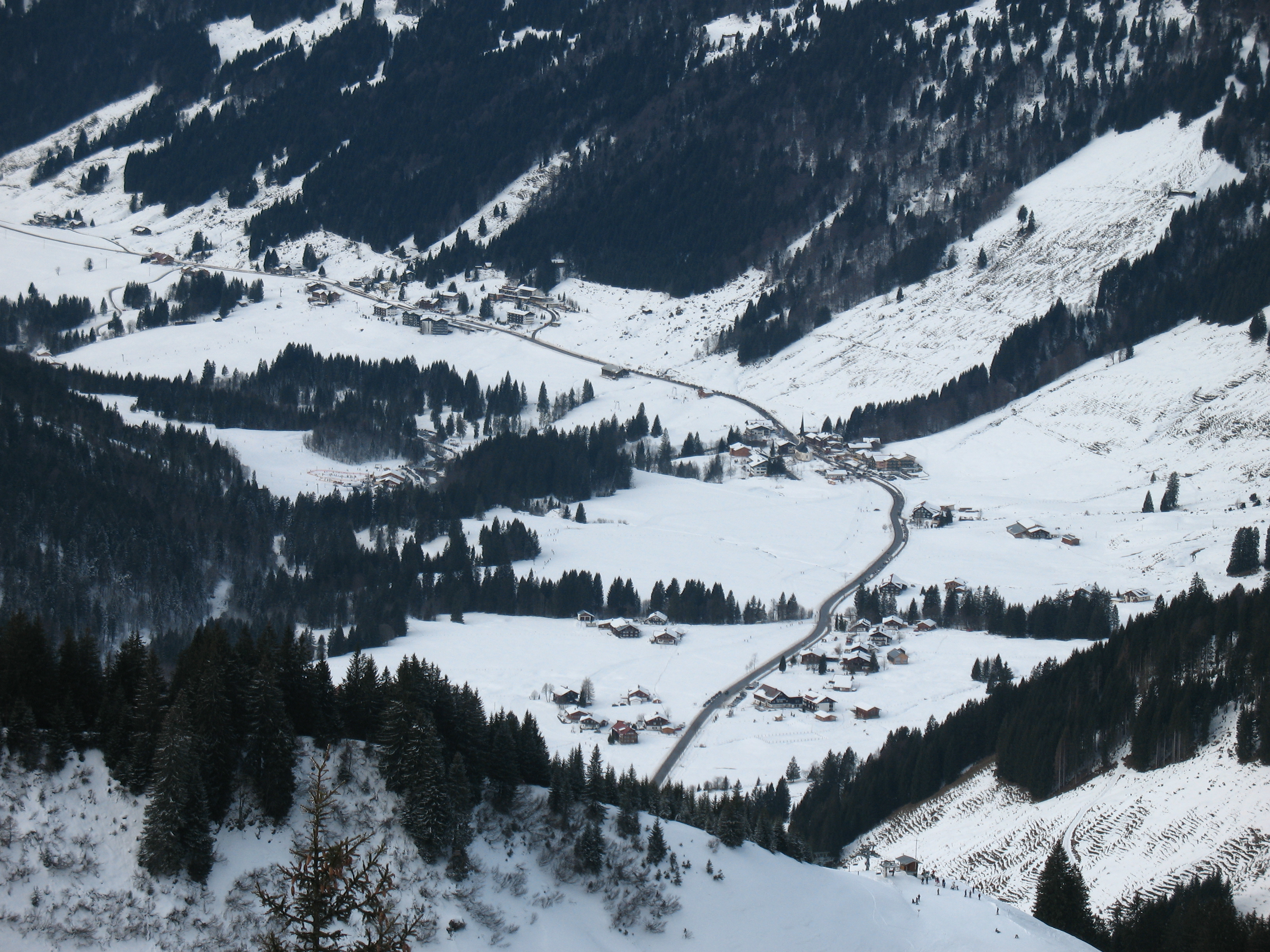
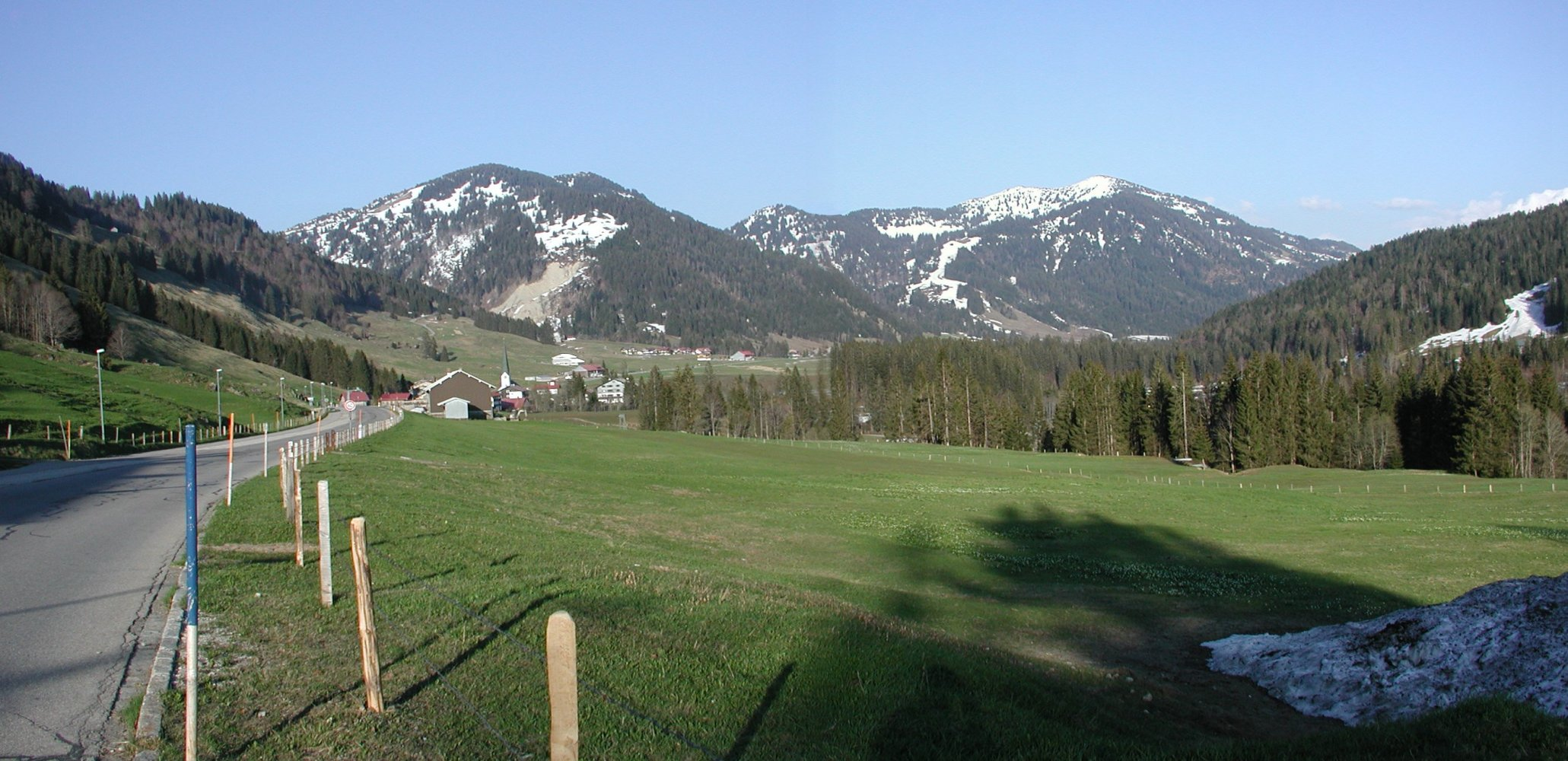
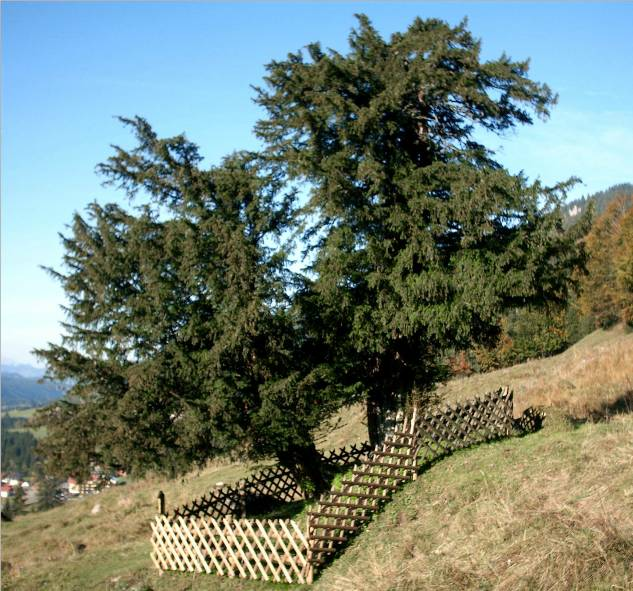
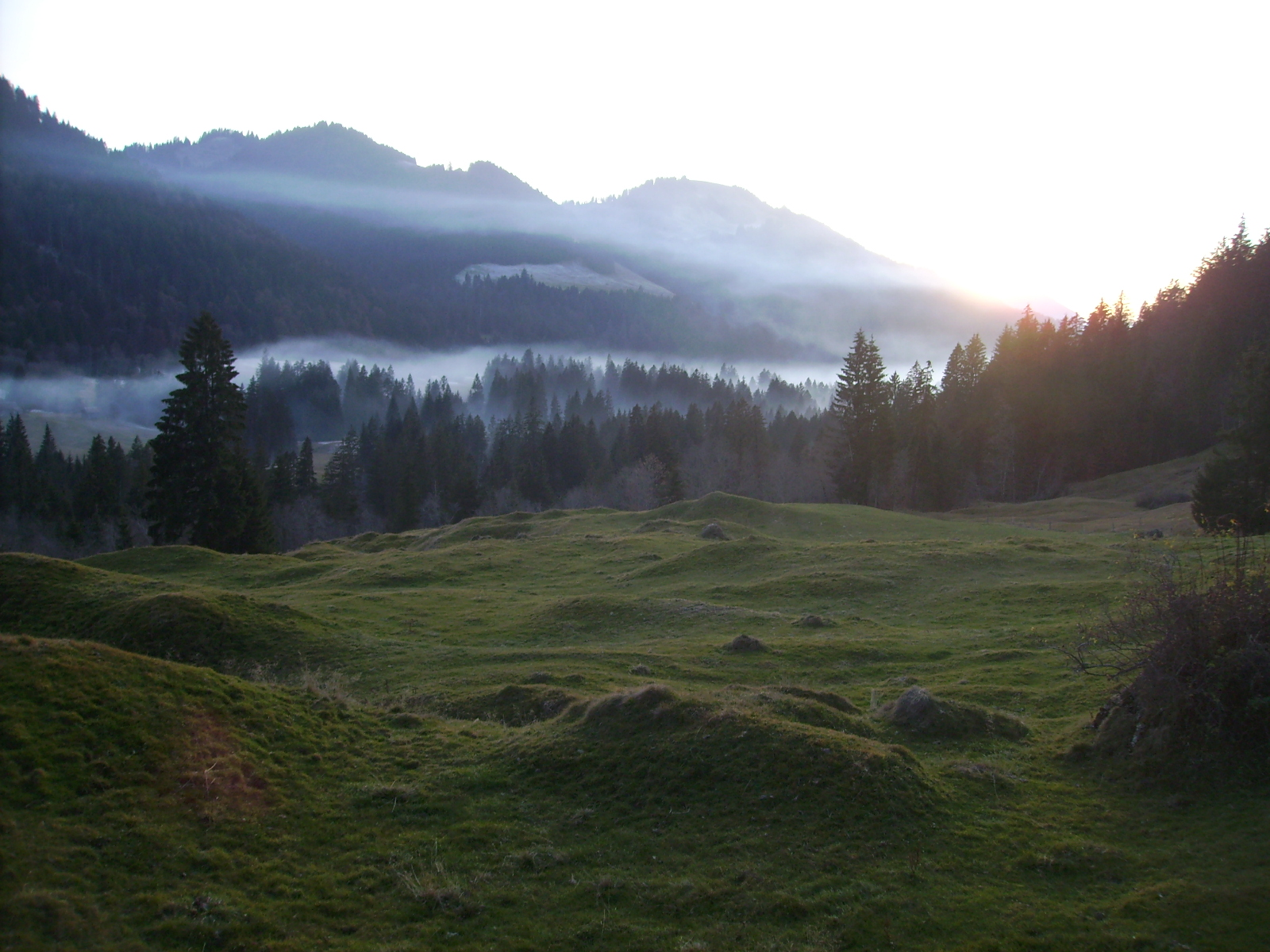